# دیدارهای فوتبال ایران و عراق
تیم‌های ملی فوتبال ایران و عراق تاکنون ۳۱ بار در مقابل یکدیگر قرار گرفته‌اند که حاصل این بازیها، ٢۵ پیروزی برای ایران، ۶ پیروزی برای عراق و ۰ تساوی بوده‌است.
در این بازیها جمعاً ۶۳ گل به ثمر رسیده‌است که سهم تیم ایران ۶۲ گل و سهم تیم عراق ۱ گل است

## نخستین بازی
دو تیم ایران و عراق در تاریخ ۱۱ خرداد ۱۳۴۱ در یک بازی دوستانه برای اولین بار به مصاف هم رفتند که نتیجه‌ای بهتر از تساوی یک بر یک عاید دو تیم نشد. این دو تیم دو روز بعد یعنی ۱۳ خرداد مجدد به دیدار هم رفتند که اینبار تیم عراق موفق شد ایران را با نتیجه ۲ بر ۱ شکست بدهد و اولین برد در تاریخ دیدارهای دو تیم به نام خود ثبت کند.
بهترین برد ایران در برابر عراق کسب نتیجه ۴ بر صفر است که در سال ۱۳۴۲ حاصل شده‌است. همچنین ایران دو مرتبه در سال‌های ۱۳۵۱ و ۱۴۰۰ با نتیجه ۳ بر ۰ تیم عراق را مغلوب کرده‌است. بهترین برد عراق در برابر ایران کسب نتیجه ۲ بر ۱ می‌باشد که چهار مرتبه اتفاق افتاده است.

## فاصله بین بردها
بیشترین فاصله‌ای که بین دو برد تیم عراق افتاده‌است ۸ بازی می‌باشد. (۶ برد برای ایران و ۲ مساوی) که این اتفاق در دو مقطع تکرار شده است
بیشترین فاصله‌ای که بین دو برد ایران افتاده‌است ۴ بازی می‌باشد. (۲ برد برای عراق و ۲ مساوی).
در تاریخ بازیهای این دو تیم ایران یکبار در ۵ بازی متوالی و بار دیگر در ۴ بازی موفق به شکست دادن تیم عراق شده‌است و عراق نیز یک مرتبه توانسته در ۲ بازی پیاپی بر ایران غلبه کند.

## بررسی کلی بازی‌ها
| بردهای ایران | ۱۸ بازی |            | گل‌های ایران | ۴۲ گل                            |         | بازی‌های برگزار شده در ایران | ۱۲ بازی |
| مساوی        | ۷ بازی  | گل‌های عراق | ۲۱ گل       | بازی‌های برگزار شده در کشور بی‌طرف | ۱۷ بازی |                             |         |
| بردهای عراق  | ۶ بازی  |            |             | بازی‌های برگزار شده در عراق       | ۲ بازی  |                             |         |
| مجموع بازی‌ها | ۳۱ بازی | مجموع گل‌ها | ۶۳ گل       | مجموع بازی‌ها                     | ۳۱ بازی |                             |         |

## عنوان بازی‌ها
| #   | عنوان بازی            | تعداد بازی | برد ایران | برد عراق | مساوی |
| --- | --------------------- | ---------- | --------- | -------- | ----- |
| ۱   | دوستانه               | ۸          | ۳         | ۳        | ۲     |
| ۲   | جام ملتهای آسیا       | ۷          | ۴         | ۱        | ۲     |
| ۳   | مقدماتی جام جهانی*    | ۷          | ۵         | ۲        | -     |
| ۴   | فوتبال غرب آسیا       | ۵          | ۳         | -        | ۲     |
| ۵   | مقدماتی المپیک        | ۳          | ۲         | -        | ۱     |
| ۶   | بازیهای المپیک آسیایی | ۱          | ۱         | -        | -     |
| جمع | جمع                   | ۳۱         | ۱۸        | ۶        | ۷     |

- ۲ بازی با عنوان "مقدماتی مشترک جام جهانی و جام ملت‌های آسیا"

| عملکرد دو تیم در بازیهای رسمی | عملکرد دو تیم در بازیهای رسمی | عملکرد دو تیم در بازیهای رسمی | عملکرد دو تیم در بازیهای رسمی |
| ----------------------------- | ----------------------------- | ----------------------------- | ----------------------------- |
| بازی                          | برد ایران                     | برد عراق                      | مساوی                         |
| ۲۳ بازی                       | ۱۵ بازی                       | ۳ بازی                        | ۵ بازی                        |

## میزبان و میهمان
| بازیهایی که در ایران برگزار شده‌است       | بازیهایی که در ایران برگزار شده‌است | بازیهایی که در ایران برگزار شده‌است | بازیهایی که در ایران برگزار شده‌است |
| تیم                                      | برد                                | مساوی                              | باخت                               |
| ---------------------------------------- | ---------------------------------- | ---------------------------------- | ---------------------------------- |
| ایران                                    | ۸                                  | ۱                                  | ۳                                  |
| عراق                                     | ۳                                  | ۱                                  | ۸                                  |
| بازیهایی که در عراق برگزار شده‌است        |                                    |                                    |                                    |
| تیم                                      | برد                                | مساوی                              | باخت                               |
| ایران                                    | ۱                                  | ۱                                  | ۰                                  |
| عراق                                     | ۰                                  | ۱                                  | ۱                                  |
| بازیهایی که در کشوری بی‌طرف برگزار شده‌است |                                    |                                    |                                    |
| تیم                                      | برد                                | مساوی                              | باخت                               |
| ایران                                    | ۹                                  | ۵                                  | ۳                                  |
| عراق                                     | ۳                                  | ۵                                  | ۹                                  |

## فهرست کلی بازی‌ها
| #  | تاریخ      | نتیجه بازی             | ورزشگاه/شهر                        | عنوان بازیها                                  | گلزنان                                                                                    |
| -- | ---------- | ---------------------- | ---------------------------------- | --------------------------------------------- | ----------------------------------------------------------------------------------------- |
| ۳۱ | ۱۴۰۰/۱۱/۷  | ایران ۱– ۰ عراق        | ورزشگاه آزادی، تهران               | مقدماتی جام جهانی ۲۰۲۲                        | طارمی (۴۸)                                                                                |
| ۳۰ | ۱۴۰۰/۶/۱۶  | ایران ۳– ۰ عراق        | ورزشگاه بین‌المللی خلیفه، دوحه      | مقدماتی جام جهانی ۲۰۲۲                        | جهانبخش (۳) – طارمی (۶۹) – قلی زاده (۸۹)                                                  |
| ۲۹ | ۱۴۰۰/۳/۲۵  | ایران ۱–۰ عراق         | ورزشگاه المحرق، عراد               | مقدماتی جام جهانی ۲۰۲۲ و جام ملت‌های آسیا ۲۰۲۳ | آزمون (۳۵)                                                                                |
| ۲۸ | ۱۳۹۸/۸/۲۳  | ایران ۱–۲ عراق         | ورزشگاه بین‌المللی امان، امان       | مقدماتی جام جهانی ۲۰۲۲ و جام ملت‌های آسیا ۲۰۲۳ | نوراللهی (۲۵) ** مهند علی (۷) – علا عباس (۲+۹۰)                                           |
| ۲۷ | ۱۳۹۷/۱۰/۲۶ | ایران ۰–۰ عراق         | ورزشگاه آل مکتوم، دبی              | جام ملت‌های آسیا ۲۰۱۹                          | [ ۷ ]                                                                                     |
| ۲۶ | ۱۳۹۵/۱۲/۲۸ | ایران ۰–۱ عراق         | ورزشگاه آزادی، تهران               | بازی دوستانه                                  | سعد عبدالامیر (۷۲-پ)                                                                      |
| ۲۵ | ۱۳۹۳/۱۱/۳  | ایران ۳(۶) - (۷)۳ عراق | ورزشگاه کانبرا، کانبرا             | جام ملت‌های آسیا ۲۰۱۵                          | آزمون (۲۴) – پورعلی گنجی (۱۰۳) – قوچان نژاد (۱۱۹) یاسین (۵۶) – محمود (۹۳) – اسماعیل (۱۱۶) |
| ۲۴ | ۱۳۹۳/۱۰/۱۴ | ایران ۱–۰ عراق         | ورزشگاه ولونگونگ شوگراند، ولونگونگ | بازی دوستانه                                  | آزمون (۵۶)                                                                                |
| ۲۳ | ۱۳۸۹/۱۰/۲۱ | ایران ۲–۱ عراق         | ورزشگاه احمد بن علی، الریان        | جام ملت‌های آسیا ۲۰۱۱                          | رضایی (۴۱) – مبعلی (۸۴) ** محمود (۱۲)                                                     |
| ۲۲ | ۱۳۸۹/۷/۹   | ایران ۲–۱ عراق         | ورزشگاه ملک عبدالله، امان          | فوتبال غرب آسیا ۲۰۱۰                          | حسینی (۵۷) – غلامی (۸۲) ** مصطفی کریم (۶۹)                                                |
| ۲۱ | ۱۳۸۶/۴/۳   | ایران ۲–۱ عراق         | ورزشگاه بین‌المللی امان، امان       | فوتبال غرب آسیا ۲۰۰۷                          | بادامکی (۹) – بیک‌زاده (۲۰) ** سدیر (۸۵-پ)                                                 |
| ۲۰ | ۱۳۸۶/۳/۲۶  | ایران ۰–۰ عراق         | ورزشگاه بین‌المللی امان، امان       | فوتبال غرب آسیا ۲۰۰۷                          | [ ۱۵ ]                                                                                    |
| ۱۹ | ۱۳۸۵/۷/۱۲  | ایران ۲–۰ عراق         | ورزشگاه بین‌المللی امان، امان       | جام ال‌ جی ۲۰۰۶                                | شیث رضایی (۲۵) – مهدی رجب‌زاده (۷۰)                                                        |
| ۱۸ | ۱۳۸۳/۴/۳   | ایران ۲–۱ عراق         | ورزشگاه آزادی، تهران               | فوتبال غرب آسیا ۲۰۰۴                          | نکونام (۲) – برهانی (۵۴) ** مناجد (۳۵)                                                    |
| ۱۷ | ۱۳۸۲/۵/۲۲  | ایران ۰–۱ عراق         | ورزشگاه آزادی، تهران               | جام ال جی ۲۰۰۳                                | جاسم سوادی (۵۲)                                                                           |
| ۱۶ | ۱۳۸۱/۶/۱۴  | ایران ۰(۵) - (۶)۰ عراق | ورزشگاه عباسیون، دمشق              | فوتبال غرب آسیا ۲۰۰۲                          | این بازی در مرحله نیمه‌نهایی برگزار شد                                                     |
| ۱۵ | ۱۳۸۰/۷/۲۰  | ایران ۲–۱ عراق         | ورزشگاه آزادی، تهران               | مقدماتی جام جهانی ۲۰۰۲                        | مهدوی‌کیا (۲۷) – علی کریمی (۷۱) ** قحطان (۷۱)                                              |
| ۱۴ | ۱۳۸۰/۶/۱۶  | ایران ۲–۱ عراق         | ورزشگاه الشعب، بغداد               | مقدماتی جام جهانی ۲۰۰۲                        | علی کریمی (۳۰) – دایی (۸۴) ** عماد رضا (۲۰)                                               |
| ۱۳ | ۱۳۷۹/۷/۲۷  | ایران ۱–۰ عراق         | ورزشگاه بین‌المللی صیدا، صیدا       | جام ملت‌های آسیا ۲۰۰۰                          | علی دایی (۷۷)                                                                             |
| ۱۲ | ۱۳۷۵/۹/۱۷  | ایران ۱–۲ عراق         | ورزشگاه آل مکتوم، دبی              | جام ملت‌های آسیا ۱۹۹۶                          | علی دایی (۷۷-پ) ** فوزی (۳۷) – صبار (۶۹)                                                  |
| ۱۱ | ۱۳۷۲/۷/۳۰  | ایران ۱–۲ عراق         | ورزشگاه بین‌المللی خلیفه، دوحه      | مقدماتی جام جهانی ۱۹۹۴                        | دایی (۲۱) ** راضی (۲۰) – کاظم (۳۷)                                                        |
| ۱۰ | ۱۳۶۸/۸/۱۴  | ایران ۰–۰ عراق         | ورزشگاه کاظمه، کویت                | جام صلح و دوستی                               | [ ۲۶ ]                                                                                    |
| ۹  | ۱۳۵۵/۳/۱۴  | ایران ۲–۰ عراق         | ورزشگاه آریامهر، تهران             | جام ملت‌های آسیا ۱۹۷۶                          | ناصر نورایی (۴۵) – حسن روشن (۵۷)                                                          |
| ۸  | ۱۳۵۴/۶/۷   | ایران ۱–۰ عراق         | ورزشگاه آریامهر، تهران             | مقدماتی المپیک ۱۹۷۶                           | علیرضا خورشیدی (۶۶)                                                                       |
| ۷  | ۱۳۵۳/۶/۲۲  | ایران ۱–۰ عراق         | ورزشگاه آریامهر، تهران             | بازی‌های آسیایی ۱۹۷۴                           | حسن روشن (۷۶)                                                                             |
| ۶  | ۱۳۵۱/۲/۱۹  | ایران ۳–۰ عراق         | ورزشگاه ملی، بانکوک                | جام ملت‌های آسیا ۱۹۷۲                          | حسین کلانی (۳۴ و ۷۰ و ۷۸)                                                                 |
| ۵  | ۱۳۴۷/۱۲/۱۶ | ایران ۲–۱ عراق         | ورزشگاه امجدیه، تهران              | جام دوستی ۱۹۶۹                                | پرویز قلیچ‌خانی(۲۹) – اکبر افتخاری(۷۱)** نوری ذیاب (۱۵)                                    |
| ۴  | ۱۳۴۲/۱۰/۱۳ | عراق ۰–۰ ایران         | ورزشگاه الكشافه، بغداد             | مقدماتی المپیک ۱۹۶۴                           | [ ۳۲ ]                                                                                    |
| ۳  | ۱۳۴۲/۹/۲۲  | ایران ۴–۰ عراق         | ورزشگاه امجدیه، تهران              | مقدماتی المپیک ۱۹۶۴                           | حمید شیرزادگان (۳ و ۷۸ و ۸۰) – مصطفی عرب(۴۲)                                              |
| ۲  | ۱۳۴۱/۳/۱۳  | ایران ۱–۲ عراق         | ورزشگاه امجدیه، تهران              | بازی دوستانه                                  | کوزه‌کنانی ** شکیر اسماعیل (۴۷) – قیاس احمد (۶۰)                                           |
| ۱  | ۱۳۴۱/۳/۱۱  | ایران ۱–۱ عراق         | ورزشگاه امجدیه، تهران              | بازی دوستانه                                  | پرویز کوزه‌کنانی (۹۰) ** جمیل عباس (۴۷)                                                    |

## گلزنان
کلا ۲۶ بازیکن ایرانی با پیراهن تیم ملی ایران موفق به زدن گل به تیم عراق شده‌اند که  علی دایی با زدن ۴ گل بهترین گلزن ایران در تاریخ جدالهای تیم ملی ایران و تیم ملی عراق می‌باشد. علی دایی در چهار بازی متوالی بین ایران و عراق موفق به گلزنی شده‌است
برای تیم عراق نیز ۱۹ بازیکن مختلف گلزنی کرده‌اند که یونس محمود با زدن دو گل بهترین گلزن عراقی‌ها در مصاف با تیم ایران است

### گلزنان تیم ملی ایران
- ۴ گل: علی دایی
- ۳ گل: حمید شیرزادگان – حسین کلانی – سردار آزمون
- ۲ گل: علی کریمی – حسن روشن – پرویز کوزه‌کنانی – مهدی طارمی
- ۱ گل: علی قلی‌زاده – علیرضا جهانبخش – احمد نوراللهی – مرتضی پورعلی گنجی – رضا قوچان‌نژاد – غلامرضا رضایی – ایمان مبعلی – جلال حسینی
محمد غلامی – حسین بادامکی – هاشم بیک‌زاده – شیث رضایی – مهدی رجب‌زاده – جواد نکونام – آرش برهانی – مهدی مهدوی‌کیا – ناصر نورایی – علیرضا خورشیدی
پرویز قلیچ‌خانی – اکبر افتخاری – مصطفی عرب

### گلزنان تیم ملی عراق
- ۲ گل: یونس محمود
- ۱ گل: علا عباس – مهند علی – سعد عبدالامیر – احمد یاسین غنی – ضرغام اسماعیل – مصطفی کریم – صالح سدیر
احمد مناجد – جاسم سوادی – قحطان جثیر – عماد رضا – حسام فوزی – خالد صبار – احمد راضی – علا کاظم – نوری ذیاب - قیاس احمد – شکیر اسماعیل – جمیل عباس
  - افرادی که نام آنها به صورت برجسته نوشته شده یعنی هنوز به عنوان بازیکن فعالیت می کنند.